# Ctenus malvernensis
Ctenus malvernensis är en spindelart som beskrevs av Alexander Petrunkevitch 1910. Ctenus malvernensis ingår i släktet Ctenus och familjen Ctenidae.
Artens utbredningsområde är Jamaica. Inga underarter finns listade i Catalogue of Life.